# Ehrenfried von Kuenburg
Ehrenfried von Kuenburg (auch Ernfrid von Kuenburg; * 1573; † 9. November 1618) war von 1610 bis 1618 Bischof von Chiemsee.

## Leben
Ehrenfried entstammte der älteren Linie der Herren von Kuenburg, die das Familienfideikommiss Brunnsee und Rabenhof in der Steiermark sowie Trabuschgen in Kärnten besaßen. Sein Vater Balthasar von Kuenburg stand als Beamter in Diensten des Salzburger Erzbischofs, seine Mutter war Barbara, geborene von Hausperg zu Vahenlueg. Unter seinen 13 Geschwistern, von denen die meisten früh verstarben, ist seine Schwester Margaretha bekannt, die 1611–1640 Äbtissin des Stiftes Göß in der Steiermark war.
Obwohl seine Eltern Protestanten waren, konvertierte Ehrenfried in jungen Jahren zum Katholizismus. Ab 1596 studierte er kurze Zeit in Siena und danach als Alumne des Collegium Germanicum in Rom. Im selben Jahr wurde er Domherr in Regensburg, 1598 in Salzburg. Seit 1603 ist er als Pfarrer von Laufen an der Salzach belegt.
Nach dem Tod des Chiemseer Bischofs Sebastian Cattaneo ernannte der Salzburger Erzbischof Wolf Dietrich von Raitenau am 14. September 1610 Ehrenfried von Kuenburg zu dessen Nachfolger und weihte ihn am 27. November d. J. 1613 wurde er in den Freiherrenstand aufgenommen. Obwohl er 1616 vom Salzburger Domkapitel zum Dompropst vorgeschlagen wurde, verzichtete er auf die Kandidatur, nachdem der Erzbischof hierzu seine Zustimmung verweigerte.
Während seiner Amtszeit veranlasste er auf eigene Kosten Arbeiten an seiner Salzburger Residenz, dem Chiemseehof. Er setzte sich für die Verbesserung der rechtlichen und wirtschaftlichen Situation ein, hinterließ jedoch bei seinem am 9. November 1618 erfolgten Tod trotzdem beträchtliche Schulden. Bestattet wurde er in der Salzburger Franziskanerkirche. Testamentarische Zuwendungen erhielten neben seinen Familienangehörigen auch das Salzburger Brüder- und Siechenhaus sowie die Franziskaner.